# بیمارستان حضرت علی‌اصغر (شیراز)
بیمارستان حضرت علی‌اصغر واقع در استان فارس، شهر شیراز بیمارستانی است آموزشی و درمانی وابسته به دانشگاه علوم پزشکی شیراز با ظرفیت ۱۱۷ تخت فعال که در سال ۱۳۶۶ خورشیدی تأسیس گردید.
هم‌اکنون این بیمارستان دارای اتاق عمل، اورژانس، CCU, ICU داخلی، جراحی عمومی، داخلی، چشم، جراحی زنان و زایمان، فوق تخصصی ـ داخلی کلیه (نفرولوژی)، فوق تخصصی ـ جراحی ترمیمی، ENT، مسمومیت، داخلی زنان، داخلی یک، داخلی مردان و دیگر واحدهای پاراکلینیکی و درمانگاهی می‌باشد.